# Plac Grunwaldzki (Gliwice)

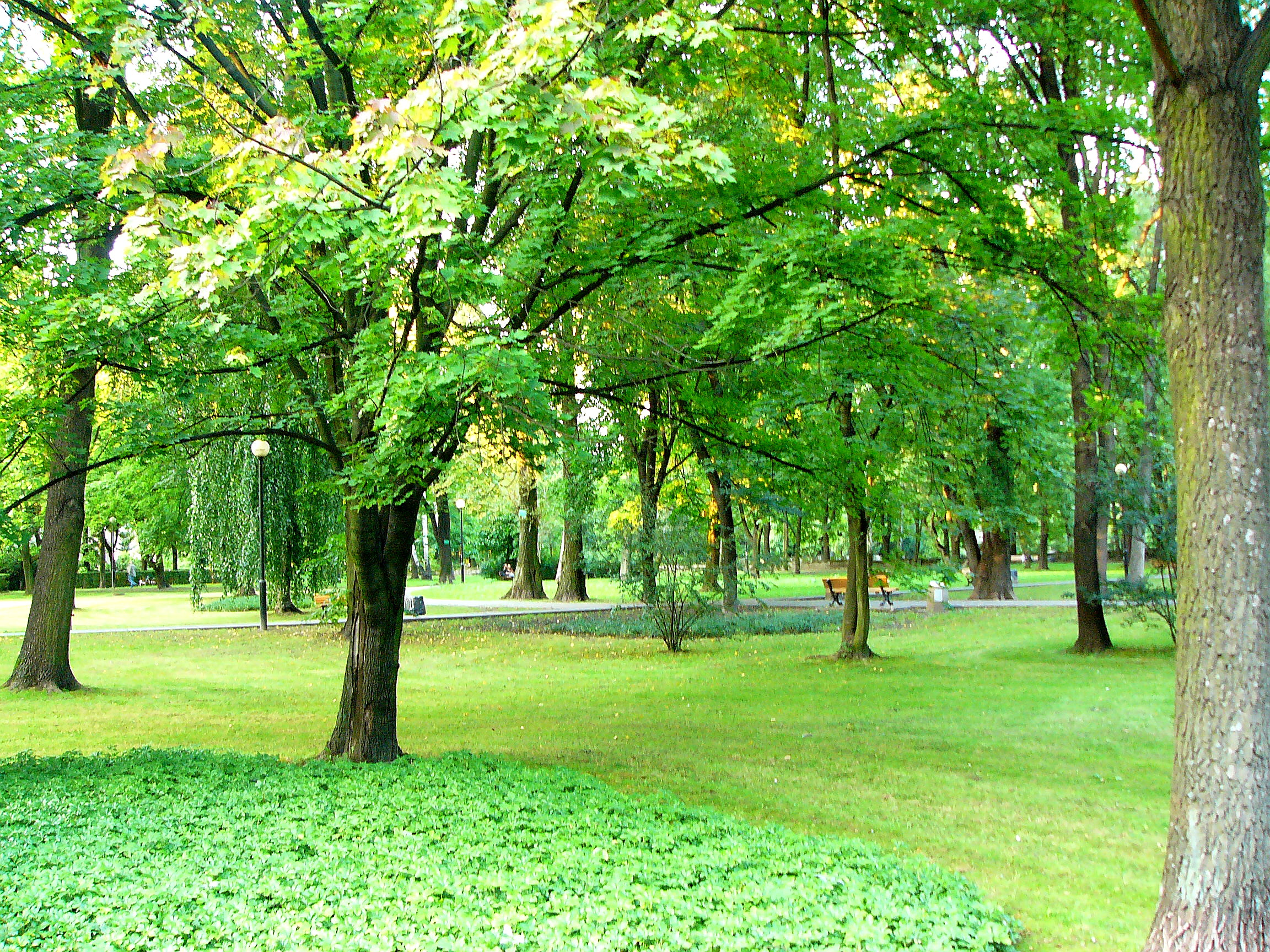
Der Park

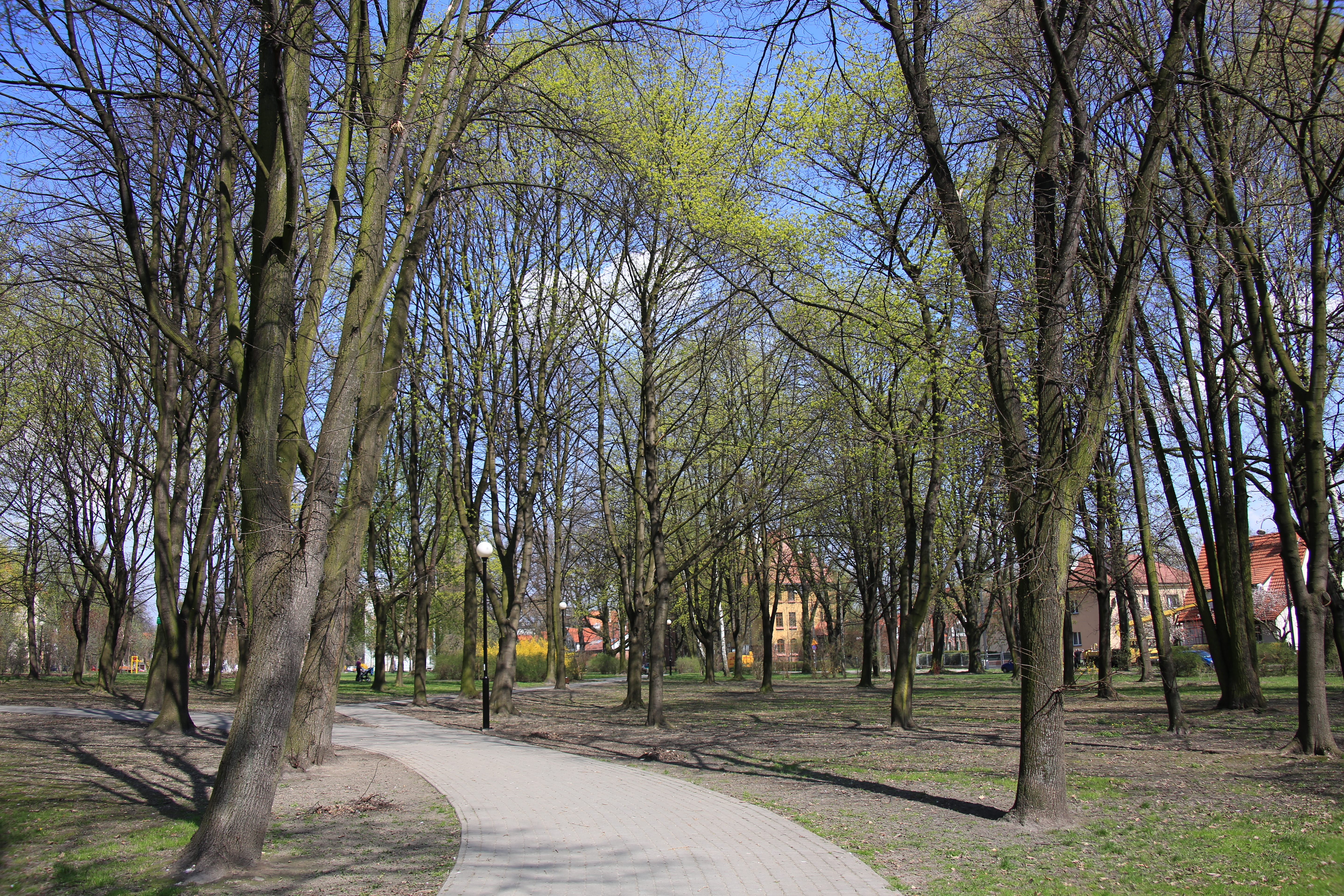
Ansicht des Parks

Der Plac Grunwaldzki (früher Preußenplatz) ist ein großer rechteckiger Platz im oberschlesischen Gliwice (Gleiwitz) mit einer Größe von 4,85 Hektar, auf dem sich heute größtenteils ein 3,9 Hektar großer Park erstreckt. Außerdem befindet sich auf dem Platz ein sowjetischer Ehrenfriedhof. Der Platz liegt südwestlich von der Innenstadt im Stadtteil Wójtowa Wieś (Richtersdorf) zwischen den Straßen Adama Mickiewicza, Króla Jana III Sobieskiego, Jana Długosza und Zawiszy Czarnego.

## Geschichte und Beschreibung
Der Platz wurde Anfang des 20. Jahrhunderts angelegt. 1951 wurde auf dem Platz ein Friedhof für sowjetische Soldaten angelegt, welche bei den Kämpfen um Gleiwitz im Januar 1945 gefallen waren.
Im Park befinden sich derzeit ein Spielplatz, eine Sportanlage und eine Fitnessanlage. Im Park wird zudem ein Open-Air-Kino veranstaltet. Zum Baumbestand des Parks zählen Stieleichen und Rot-Eschen.